# 吳鳳藻
吳鳳藻（1828年—？），字蓉圃。浙江钱塘（今属杭州市）人。清朝官員。

## 生平
吳鳳藻为咸丰三年（1853年）癸丑科一甲第二名进士（榜眼），授职翰林院编修，历官礼科给事中。
吴凤藻善书法，兼画山水、花卉，人称“瓣香王”，吴凤藻也是中國歷史上最後一位殿試高中的會元。